# Ministerialbeauftragter
Der Ministerialbeauftragte, kurz MB, ist ein vom Bayerischen Staatsministerium für Unterricht und Kultus bestellter, über die ihm unterstellten Schulen aufsichtsführender Beamter.

## Allgemeines
Der Ministerialbeauftragte wird vom Bayerischen Staatsministerium für Unterricht und Kultus für die Schularten des Gymnasiums und der Realschule für jeden Regierungsbezirk (wobei Oberbayern geteilt wird in die Bezirke Oberbayern-Ost und Oberbayern-West. An den Gymnasien gibt es den zusätzlichen Bezirk München), für die Beruflichen Oberschulen Bayern für Nord-, Ost- und Südbayern, bestellt.

## Aufgaben
Der Ministerialbeauftragte agiert hierbei zwischen den Schulen, die ihm zur Aufsicht unterstellt sind und denen gegenüber er weisungsbefugt ist, und dem Ministerialrat im Staatsministerium. Im Rahmen seiner Tätigkeit entscheidet er beispielsweise über Aufsichtsbeschwerden gegen Lehrkräfte oder berät die Schulleitungen in besonderen Fällen. Zudem ist der Ministerialbeauftragte an der Auswahl neuer Schulleiter beteiligt. Auch die Amtseinführung neuer Schulleiter und ihre offizielle Verabschiedung gehört zu den Aufgaben der Ministerialbeauftragten.

## Fachreferenten
An seiner Dienststelle hat er Fachreferenten für jeden Fachbereich, zum Beispiel Mathematik, welche meistens parallel zu ihrer Tätigkeit beim Ministerialbeauftragten auch noch der Tätigkeit einer Lehrkraft an einer der dem Ministerialbeauftragten unterstellten Schulen nachgehen.

## Weitere Dienstbezeichnungen
| Amtsbezeichnung                            | Besoldungs- gruppe |
| ------------------------------------------ | ------------------ |
| Studienrat                                 | A 13 (Z)           |
| Oberstudienrat                             | A 14               |
| Studiendirektor                            | A 15               |
| Oberstudiendirektor                        | A 16               |
| Leitender Oberstudiendirektor (nur Bayern) | B 3                |

Der Ministerialbeauftragte trägt eine weitere Dienstbezeichnung. Häufig sind die Ministerialbeauftragten Leitende Oberstudiendirektoren (kurz Ltd. OStD), aber auch Oberstudiendirektoren (OStD) oder Leitende Realschuldirektoren (Ltd. RSD) sind zu finden. Diese Bezeichnungen hängen davon ab, ob die Ministerialbeauftragten in ihrer vorherigen beruflichen Laufbahn an einem Gymnasium oder einer Realschule eingesetzt waren.